# Amber Beattie

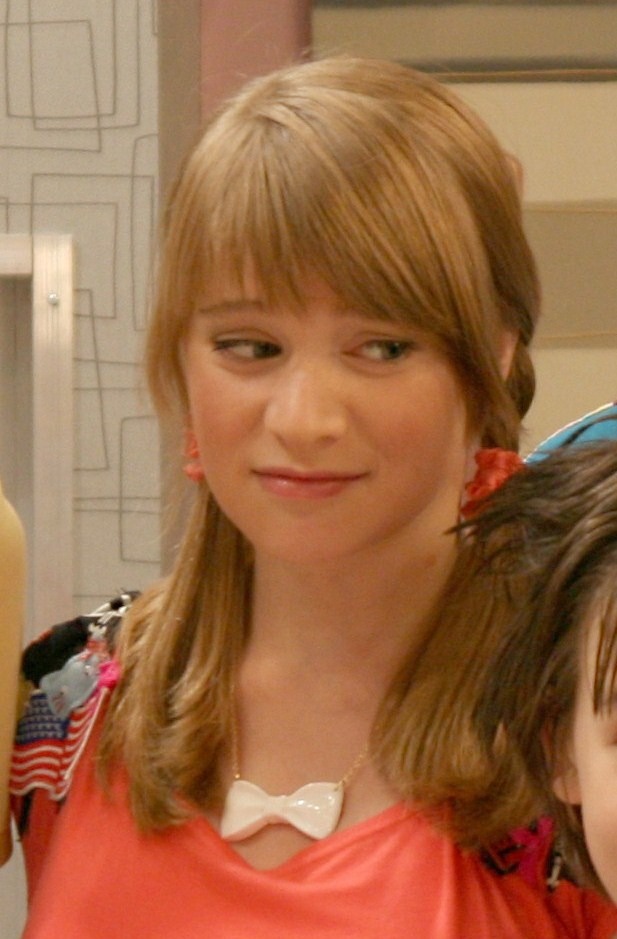
Amber Beattie in der Fernsehserie Jinx (2009)

Amber Louisa Oatley Beattie (* 22. Juli 1993) ist eine britische Schauspielerin und Sängerin, die hauptsächlich für ihre Rollen als Lulu Baker in der Fernsehserie Jinx (2009) und als Gretel im Kinofilm Der Junge im gestreiften Pyjama (2008) bekannt ist.

## Schauspielerkarriere
Beattie hatte ihren Durchbruch im Holocaust-Film Der Junge im gestreiften Pyjama von 2008, in dem sie die Rolle der älteren Schwester des Hauptdarstellers spielte. Sie war zuvor im Fernsehfilm Empathy aufgetreten.

## Persönliches Leben
Beattie besuchte die William Tyndale Primary School, die Stoke Newington School in Hackney, die sechste SWAP-Klasse in London und studierte Zoologie an der University of Leeds. Während ihres Studiums verbrachte sie ein Jahr als Austauschstudentin an der Carleton University in Kanada.

## Filmografie

### Filme
| Jahr | Titel                           | Rolle   | Notiz         |
| ---- | ------------------------------- | ------- | ------------- |
| 2005 | Walking to Nairobi              | Katie   | Kurzfilm      |
| 2008 | Der Junge im gestreiften Pyjama | Gretel  | Spielfilm     |
| 2009 | Friendship Beyond the Fence     | Herself | Doku-Kurzfilm |

### Fernsehen
| Jahr | Titel                          | Rolle          | Notiz                                  |
| ---- | ------------------------------ | -------------- | -------------------------------------- |
| 2003 | MiniCrunch Weetabix commercial | Lead girl      | Fernsehwerbung                         |
| 2007 | Empathy                        | Amy            | Fernsehfilm                            |
| 2008 | The Bill                       | Lily Davis     | 1 Episode                              |
| 2009 | Mr. Baby                       | Claire         | Fernsehserie Englische Synchronisation |
| 2009 | Jinx                           | Lulu Baker     | Fernsehserie                           |
| 2009 | Doctors                        | Sarah Denton   | 1 Episode                              |
| 2010 | Casualty                       | Mowita Sarson  | 1 Episode                              |
| 2010 | Mongrels                       | Girl           | 1 Episode                              |
| 2010 | The Sarah Jane Adventures      | Lady Jane Grey | 2 Episoden                             |
| 2011 | The Sparticle Mystery          | Mystical Megan | 1 Episode                              |